# Casa de Enchiovario
La casa de Enchiovario es una casa nobiliaria española, que tiene sus orígenes en el Reino de Navarra. Los Enchiovario entraron al servicio del reino de Castilla en el siglo XV.

## Historia
La familia Enchiovario es de origen Vasco. El fundador del apellido Eneko Enhiovar fue un caballero Navarro del siglo XV que participó en la Reconquista, luego se trasladó a Castilla y tomó la ciudadanía Castellana. Más tarde, los miembros de la familia se convirtieron en exploradores, conquistadores y representantes de la administración colonial en América del Norte y central. En Nueva Granada y el Virreinato del Perú, los miembros de la familia Enchiovario ocuparon altos cargos.